# Noel Irwin
 Noel Irwin   est un Lieutenant général britannique né le 24 décembre 1892 à Motihari, Inde britannique et décédé à Holford, Royaume-Uni le 21 décembre 1972.   

## Biographie
Il est né en Inde britannique. En 1911, il entre à l'Académie royale militaire de Sandhurst. En 1912 il rejoint l'Essex Regiment. En 1914 durant la Première Guerre mondiale son régiment arrive en France. Il est promu lieutenant le 24 septembre 1914, capitaine le 9 mai 1915 et major le 10 mars 1917. Le 27 avril 1917 il est promu lieutenant colonel. 
Durant la Seconde Guerre mondiale, en septembre 1939 son régiment arrive en France. Il est promu major général le 20 mai 1940 pour la Bataille de France. Après l'Évacuation de Dunkerque, le 7 novembre 1941 il est promu lieutenant général il commande le 11e corps d'armée. En 1942, il commande le 15e corps d'armée en Irak. Son corps est transféré en Inde britannique. Il participe à la Campagne de Birmanie et aux Opérations en Birmanie (1942-1943).

## Distinctions
- Ordre du Bain, 1940
- Ordre du Service distingué, 1918
- Croix de guerre 1914-1918 (France)